# Manuel de Larramendi

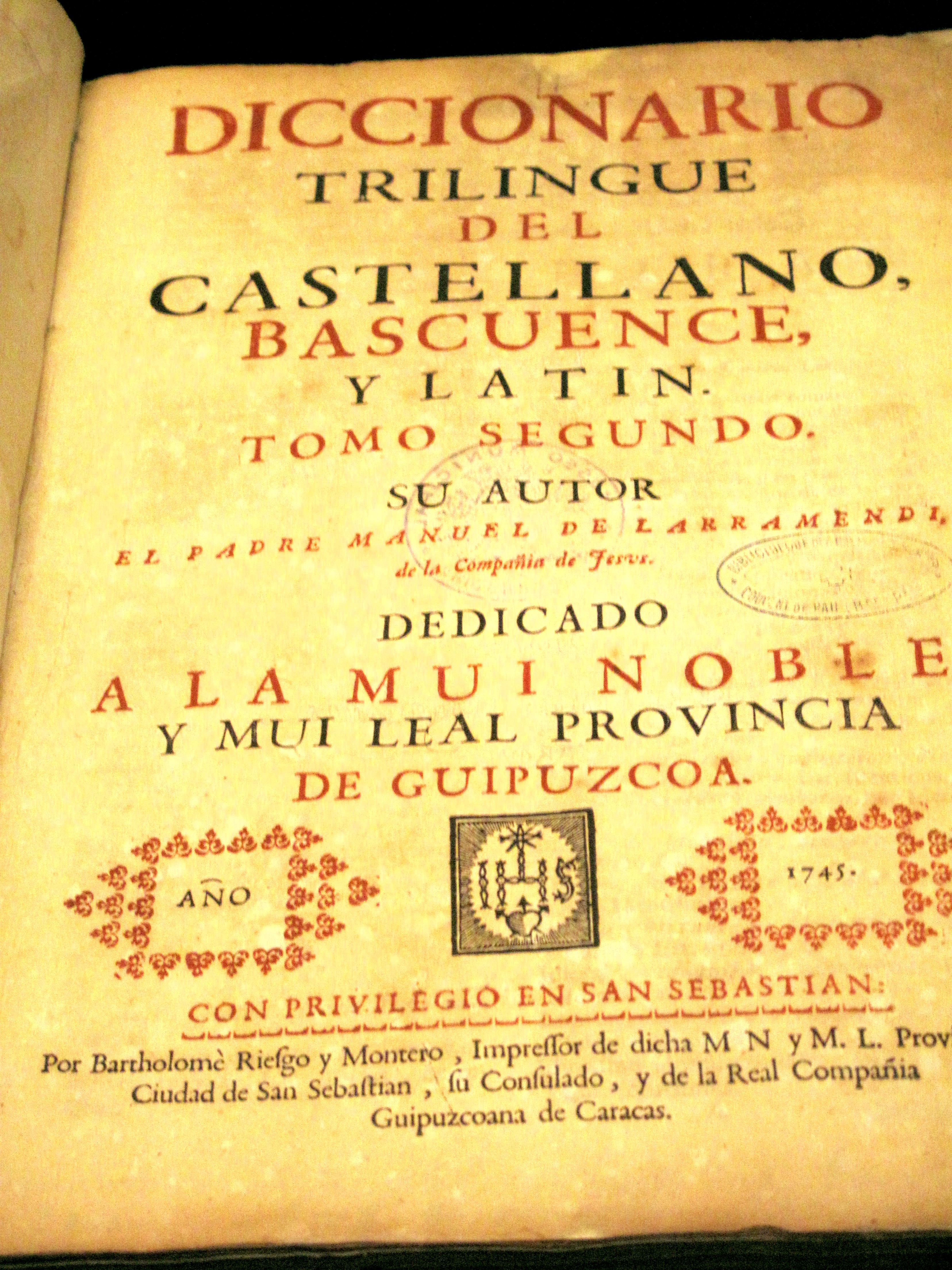
Diccionario trilingüe del Castellano, Bascuence y Latín (1745)

Manuel Garragorri Larramendi, né le 25 décembre 1690 à Andoain et mort le 29 janvier 1766 à Loiola, est un écrivain, prêtre, philologue et historien basque espagnol. Manuel Larramendi est véritablement celui qui impulse la langue et la culture basques au siècle des Lumières. Il est considéré comme le précurseur du foralisme, du nationalisme basque, du mouvement littéraire guipuscoan et le premier folkloriste basque. 
On doit à Larramendi deux choses éminemment importantes. Premièrement, d'avoir doté la langue basque d'une norme pour l'ennoblir et ensuite d'avoir insufflé chez beaucoup un sentiment d'orgueil et d'estime à l'égard de la langue et la volonté d'apporter un soutien à cette dernière. 
En 1729, il publie El imposible vencido o Arte de la Lengua Bascongada, grammaire rédigée à partir du castillan, et son Diccionario trilingüe del Castellano, Bascuence y Latín (1745) devient bientôt une référence de tout premier ordre pour les hommes de lettres de l'époque.

## Biographie
Manuel de Garagorri y Larramendi naquit à Andoain (Guipuscoa) et entra dans la Compagnie de Jésus en 1707 à Loiola. Professeur à l'université de Salamanque, il publie ses deux premiers ouvrages relatifs à la langue basque De la antigüedad y universalidad del Bascuence en España (1728) et El Imposible vencido. Arte de la lengua vascongada. Il fut également confesseur de la Reine veuve, Marie-Anne de Neubourg
En 1733, Manuel Larramendi quitte la cour pour regagner le Sanctuaire de Loyola où il demeurera jusqu'à sa mort.
Devant la promulgation des Décrets de Nueva Planta de Philippe V avec l'imposition du castillan comme langue exclusive dans l'administration et le gouvernement, et la modernisation de l'appareil d'État espagnol, la réaction de défense des fors est immédiate au Pays basque. En réaction, Manuel Larramendi publie Sobre los fueros de Guipúzcoa (1756-1758), dont le projet est l'union des territoires de langue basque, des Provinces unies des Pyrénées.

## Œuvres
- De la antigüedad y universalidad del Bascuence en España (Salamanque, 1728).
- El Imposible vencido. Arte de la lengua vascongada (1729).
- Diccionario Trilingüe del Castellano, Bascuence, Latin (1745).
- Discurso histórico sobre la antigua famosa Cantabria. Question decidida si las provincias de Bizcaya, Guipúzcoa y Alaba estuvieron comprehendidas en la Antigua Cantabria (1736).
- Corografia de la muy noble y muy leal provincia de Guipúzcoa (1754).
- Sobre los fueros de Guipúzcoa.